# Eikō Hosoe

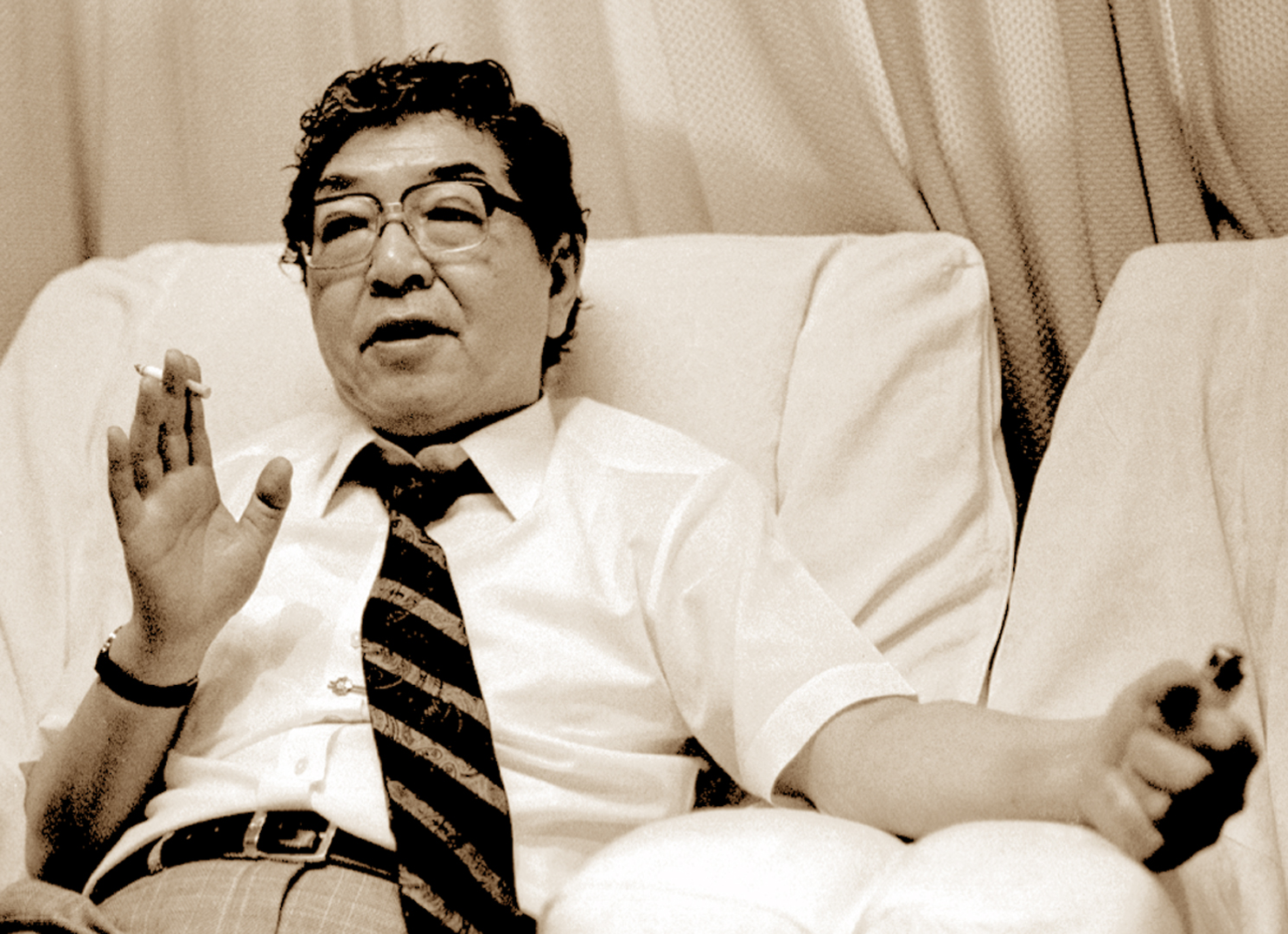
Eikō Hosoe (1989)

Eikō Hosoe bzw. Eikoh Hosoe (japanisch 細江 英公, Hosoe Eikō; * 18. März 1933 in Yonezawa, Präfektur Yamagata, Kaiserreich Japan; † 16. September 2024 in Tokio) war ein japanischer Fotograf und Filmproduzent.

## Leben
Hosoes wirklicher Vorname ist Toshihiro (敏廣). Nach dem Zweiten Weltkrieg nahm er jedoch den Künstlernamen Eikō an, um ein neues Japan zu symbolisieren. Den Krieg und seine Schulzeit verbrachte er in Tokio. Im Alter von 17 Jahren entschied er sich, am Tokyo College of Photography zu studieren, das er 1951 nach erfolgreichem Abschluss verließ. 1956 hatte er seine erste Einzelausstellung. Seit den frühen 1950er Jahren war er Mitglied der avantgardistischen Künstlergruppe „Vereinigung demokratischer Künstler“ (デモクラート美術家協会, Demokurāto bijutsuka kyōkai), die von dem Künstler Ei-Kyū geleitet wurde. Hosoe gründete in dieser Zeit mit Shūji Terayama, Shintarō Ishihara und anderen das Jazz Film Laboratorium, in welchem ausdrucksstarke und eindrucksvolle Filme in einem multidisziplinären, künstlerischen Umfeld entstehen sollten. Ein Beispiel aus dieser Zeit ist sein Kurzfilm in Schwarz-Weiß Nabel und die Atom-Bombe.
Hosoes fotografische Laufbahn wurde stark vom Surrealismus beeinflusst und zeigt gleichzeitig eine Tendenz zu intimen Bildern des nackten menschlichen Körpers. Mit dem Schriftsteller Yukio Mishima als Modell erstellte er 1961/1962 den Fotoband Barakei: Killed by Roses, der 1963 in Tokyo veröffentlicht wurde und der später mit dem veränderten Untertitel Ordeal by Roses erneut verlegt wurde. Seine Bildserie Kamaitachi über einen Waldgeist aus der Märchenwelt seiner Jugend wurde 1969 in Buchform gedruckt.
Hosoe war seit der Gründung im Jahre 1995 der Direktor des Kiyosato Museum of Photographic Arts in Kiyosato in der Gemeinde Hokuto der Präfektur Yamanashi und lehrte seit 1975 am Tokyo Institute of Polytechnics.

## Ehrungen und Auszeichnungen
- 1947: Fuji-Fotopreis in Höhe von 55.000 Yen.[3]
- 2003: Ehrenmedaille der Royal Photographic Society, London anlässlich deren 150. Gründungsjahres.
- Honorary Fellowship der gleichen Gesellschaft.
- 2010: Person mit besonderen kulturellen Verdiensten[2]

## Veröffentlichungen
- 1959: Otoko to onna (おとこと女, „Mann und Frau“).
- 1963: mit Yukio Mishima als Modell: Barakei: Killed by Roses (薔薇刑, „Rosenstrafe“). Shueisha, Tokio.
  - 1971: Neuauflage mit dem englischen Titel Ba-ra-kei: Ordeal by Roses. Shueisha, Tokio.
  - 1984: Neuauflage, ISBN 4-08-532019-X
  - 1985: Neuauflage in englischer Sprache mit einem Nachwort von Mark Holborn. Aperture, New York City, USA, ISBN 0-89381-169-6.
- 1969: Kamaitachi (鎌鼬). Gendai Shichosha, Tokio.
  - 2005: Nachdruck: Kamaitachi. Aperture, New York City, USA, ISBN 1-931788-80-4.
  - 2009: Neudruck: Kamaitachi. Aperture, New York City, USA, ISBN 978-1-59711-121-8.
- 1969: mit Fotografien von Hosoe: Betty Jean Lifton: A Dog's Guide to Tokyo. W. W. Norton, New York City, USA.
- 1970: mit Fotografien von Hosoe: Betty Jean Lifton: Return to Hiroshima. Atheneum, New York City, USA.
- 1971: Hōyō (抱擁; „Umarmung“). Asahi Sonorama, Tokio (Neuauflage 1977).
- 1971: Barakei.
- 1972: Hosoe Eikōshū, Mappe.
- 1986: Gaudi no Uchū (ガウディの宇宙; „Gaudis Universum“). Shueisha, Tokio, ISBN 4-08-532020-3.
- 1986: Autor Mark Holborn: Eikoh Hosoe. Friends of Photography, Carmel, Kalifornien, USA, ISBN 0-933286-46-5.
- 1992: Gaudi no Uchū 2 (ガウディの宇宙2; „Gaudis Universum 2“). Shueisha, Tokio, ISBN 4-08-532042-4.
- 1999: Eikō Hosoe, de./en./fr. Könemann, Köln, ISBN 3-8290-2889-X.
- 2006: mit Kazuo Onoh: Butterfly Dream. Seigensha, Tokio, ISBN 4-86152-092-4.
- 2006: Fotografien und Nachwort zu: Les Fleurs du mal. Poems by Charles Baudelaire. Translated and introduced by John Wood. Steven Albahari, 21st Century, South Dennis, Massachusetts, USA.
- 2007: Shi no Hai: Deadly Ashes: Pompeii, Auschwitz, Trinity Site, Hiroshima (死の灰~). Madosha, Tokio, ISBN 978-4-89625-086-2.

## Ausstellungen
- 1983: Rencontres d’Arles in Arles, Südfrankreich.
- 2000: International Center of Photography, Manhattan, New York City, USA.

## Lexikalischer Eintrag
- Hans-Michael Koetzle: Fotografen A-Z. Taschen Deutschland, 2015. ISBN 978-3-8365-1107-0
- Tazawa Yutaka: Hosoe Eikō In: Biographical Dictionary of Japanese Art. Kodansha International, 1981. ISBN 0-87011-488-3.